# عطش الرجال (فلم)
عطش الرجال (بالفرنسية: La soif des hommes)؛ فيلم فرنسي من إخراج سارج دو بولينيي  يروي عائلة أوربية قدمت لمنطقة وهران وبالضبط حاسي بن عقبة أين مارست نشاط الزراعة وصور الفيلم بضواحي مدينة غليزان  بسيدي امحمد بن عودة عام 1949 وعرض عام 1950 .

## الملخص
انتقل أب وابنتاه من كوريز إلى الجزائر عام 1848 كمستوطنين. التقيا برقيب الزواف ليون. بدافع الاهتمام ، يتزوج الأخير بسرعة من أخته الكبرى ، مما يثير استياء الأخت الصغرى التي وقعت في الحب. إلى جانب هذه الحبكة الميلودرامية ، التي تصور الزوجين جورج مارشال و داني روبن ، يقدم الفيلم تمثيلًا مثيرًا للاهتمام لبدايات الاستعمار الفرنسي ، مع الابتكارات الزراعية ، ووجود الإسبان والجمهوريين ، ووباء الكوليرا.

## الأدوار
- بول فافر: بروسول
- لويس أربوسيي : كولي
- بيار أسو : الطولوني
- داني روبين :جولي
- كريستان سارتيلانج : آدال
- جورج مارشال : بوفارد
- أندري كليمون : أليس